# Piseux
Piseux är en kommun i departementet Eure i regionen Normandie i norra Frankrike. Kommunen ligger i kantonen Verneuil-sur-Avre som tillhör arrondissementet Évreux. År 2022 hade Piseux 691 invånare.

## Befolkningsutveckling
Antalet invånare i kommunen Piseux
Referens:INSEE